# Río Hercca
Der Río Hercca ist ein 26,5 Kilometer langer linker Nebenfluss des Río Vilcanota (Oberlauf des Río Urubamba) in den Provinzen Canas und Canchis der Region Cusco im Andenhochland von Südost-Peru.

## Flusslauf
Der Río Hercca bildet den Abfluss des Sees Laguna Langui Layo. Dessen Abfluss wird seit 2002 durch ein Wehr reguliert. Der Río Hercca fließt 10 Kilometer in nordnordwestlicher Richtung, wobei er kleinere Flussschlingen aufweist. Anschließend wendet er sich in Richtung Ostnordost und durchschneidet mehrere quer verlaufende Hügelkämme. Schließlich mündet er am südlichen Stadtrand von Sicuani in den Río Vilcanota.
Das Einzugsgebiet des Río Hercca umfasst etwa 616 Quadratkilometer.

## Wasserkraftwerk Langui
Bei Flusskilometer 14,3 befindet sich ein Wehr (⊙) am Flusslauf. Am rechten Flussufer führt ein 1800 m langer Kanal mit anschließender Druckleitung zum Wasserkraftwerk Langui (⊙). Dieses befindet sich am rechten Flussufer bei Flusskilometer 12,5. Das Anfang der 2000er Jahre errichtete Kraftwerk wird von Central Hidroeléctrica de Langui S.A. betrieben. Mitte der 2010er Jahre wurde das Kraftwerk um eine weitere Einheit (Langui II) erweitert. Das Wasserkraftwerk besitzt nun drei horizontal gerichtete Francis-Turbinen mit 736 kW, 2500 kW sowie 3027 kW Leistung. Die Fallhöhe liegt zwischen 115,7 m und 119 m.  Die Ausbauwassermenge liegt nach der Erweiterung bei 6,3 m³/s, die Gesamtkapazität liegt bei 6386 kW, die Jahresenergieproduktion bei 36.250 MWh.